# Berteaucourt-les-Dames
Berteaucourt-les-Dames (picardisch: Bértécourt-chés-Danmes) ist eine nordfranzösische Gemeinde mit 1095 Einwohnern (Stand 1. Januar 2022) im Département Somme in der Region Hauts-de-France. Die Gemeinde liegt im Arrondissement Amiens und gehört zum Kanton Flixecourt.

## Geographie
Berteaucourt-les-Dames liegt rund 4,5 Kilometer südöstlich von Domart-en-Ponthieu im Tal der Nièvre.

## Geschichte
Die 1790 aufgelöste Benediktinerinnenabtei, unter deren Jurisdiktion das Dorf stand, wurde 1094/95 von Walter von Pontoise gegründet. Die romanische Abteikirche wurde nach der Französischen Revolution zur Pfarrkirche; ein Teil wurde zu Beginn des 19. Jahrhunderts abgebrochen. Um 1870 wurde sie von dem Architekten Edmond Duthoit restauriert und teilweise rekonstruiert.

## Einwohner
| 1962 | 1968 | 1975 | 1982 | 1990 | 1999 | 2006 | 2011 |
| ---- | ---- | ---- | ---- | ---- | ---- | ---- | ---- |
| 1092 | 1149 | 1067 | 1044 | 1116 | 1109 | 1170 | 1141 |

## Verwaltung
Bürgermeister (maire) ist seit 2001 Jean-Paul Delavenne.

## Sehenswürdigkeiten
- ehemalige, 1095 gegründete und 1790 aufgelöste Benediktinerinnenabtei Sainte-Marie mit Kirche und der seit 2007 restaurierten Hostellerie, 1840 und 1995 als Monument historique klassifiziert (Base Mérimée PA00116098 und PA00135578)